# Браге, Пер Младший
Граф Пер Браге Младший (швед. Per Brahe den yngre; 18 февраля 1602, Рюдбухольм (ныне в коммуне Эстерокер, лена Стокгольм, Швеция) — 2 сентября 1680, замок Богесунд, ныне в коммуне Ваксхольм лена Стокгольм) — шведский государственный и военный деятель, дипломат, генерал-губернатор Финляндии. Регент Швеции (дважды), риксдротс.

## Биография
Представитель шведской ветви благородного рода Браге. Внук государственного деятеля Пера Браге Старшего (1520—1590), племянника короля Густава I и двоюродного брата трёх шведских королей Эрика XIV, Юхана III и Карла IX. Образование получил в университетах Уппсалы, Гессена, Бонна, Страсбурга и Падуи, много путешествовал и состоял на государственной службе, с 1626 года — камергер Густава II Адольфа и помощник риксканцлера А. Оксеншерны.
В чине полковника кавалерийского полка отличился в сражениях с Пруссией в ходе войны с Речью Посполитой (1626—1629), в 1630 году — в Германии.
В 1629 году был избран президентом риксдага, а в следующем году стал тайным советником короля.
После гибели Густава II Адольфа в 1632 году сменил военную службу на политическую. Вместе с А. Оксеншерной для решения дипломатических вопросов по итогам Тридцатилетней войны в 1633 году был послан в Германию. В результате переговоров вся полнота военной и политической власти в протестантской Германии перешла к выборному совету во главе со шведским канцлером Оксеншерной.
В 1632—1644 годах — вместе с Акселем Оксеншерной исполнял обязанности регента при несовершеннолетней Кристине, королеве Швеции. В 1635 году Браге заключил с Польшею Штумсдорфское перемирие.
В 1637—1640 и 1648—1654 годах состоял шведским генерал-губернатором Финляндии, в развитие которой внёс значительный вклад. Он реформировал всю административную систему страны, создал почтовую систему, основал десять новых городов, в том числе в 1649 году основал город Брагестад (после обретения Финляндией независимости — Раахе), принял меры по улучшению и развитию торговли и сельского хозяйства, заботился о церковном благоустройстве, о школьном и горном деле, во многом способствовал развитию образования.
В 1640 году основал первый университет в Финляндии — Королевскую академию в Або (ныне Академия Або в Турку), где стал первым канцлером. На его памятнике в Турку высечена надпись: «Я был доволен землёй — а земля мной».
После смерти Карла X Густава в 1660 году, как лорд-стюард, стал одним из регентов Швеции во второй раз. В государственном совете Швеции Пер Браге Младший занимал первое место и был одним из опекунов Карла XI, взяв на себя весь контроль за внешними отношениями и внутренними делами королевства.
Умер 2 сентября 1680 в своём замке Бугесунд в Уппланде (ныне в коммуне Ваксхольм лена Стокгольм).

Портрет из собрания замка Скуклостер
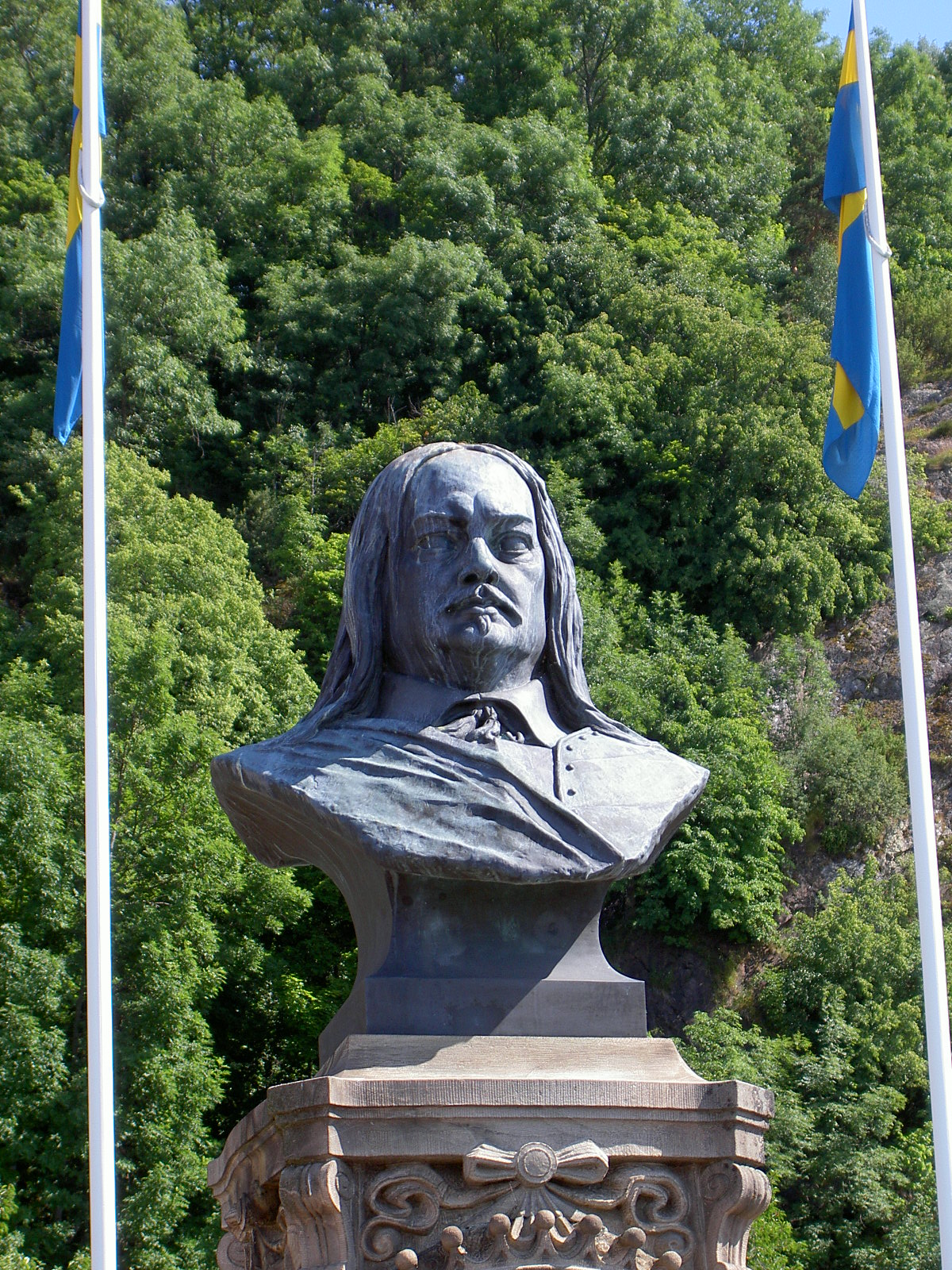
Бронзовый бюст Пера Браге в г. Гренна
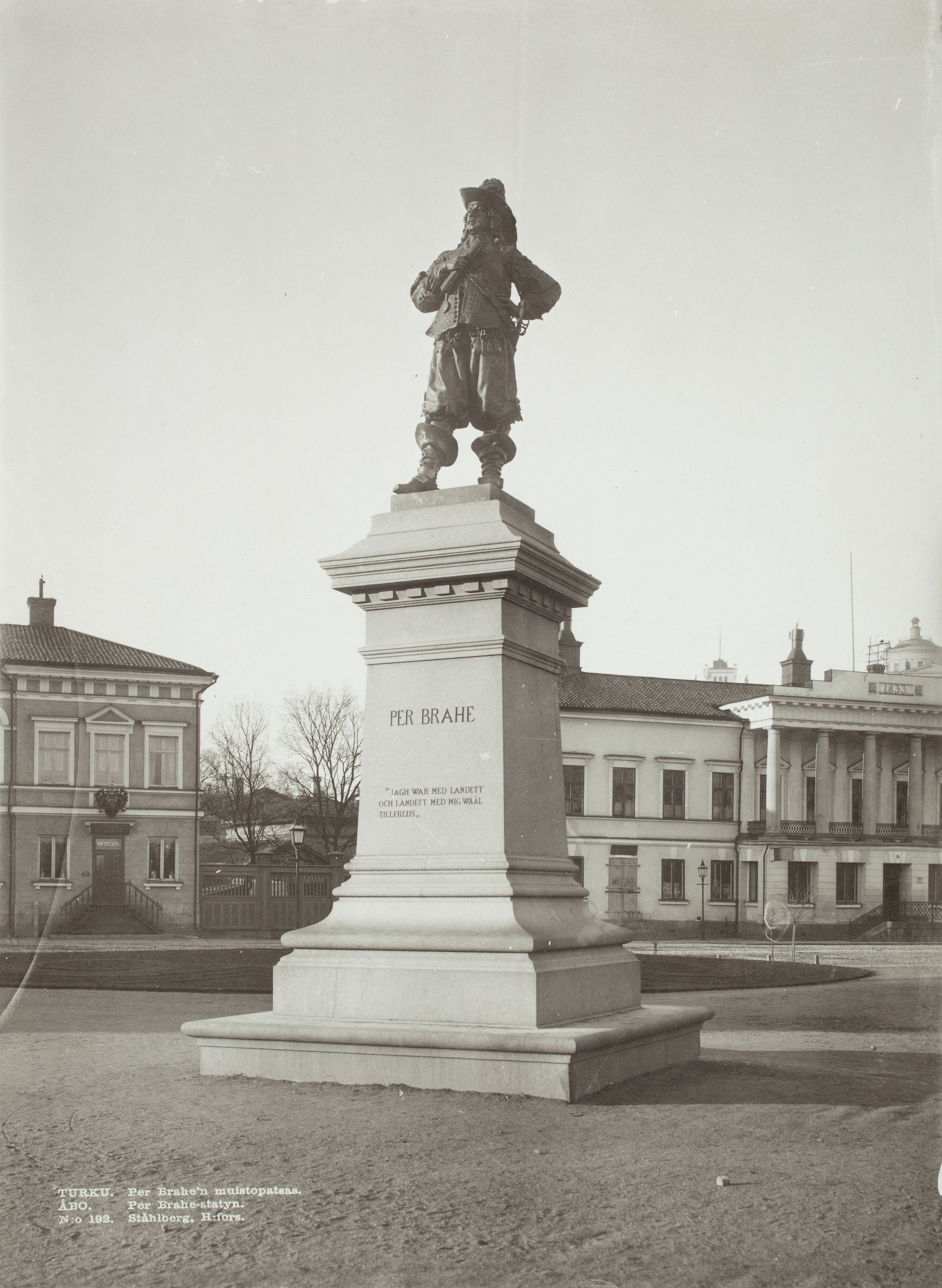
Памятник Перу Браге Младшему (Турку)